# Fraser Forster
Pour les articles homonymes, voir Forster.
Fraser Forster, né le 17 mars à Hexham, est un footballeur international anglais qui évolue au poste de gardien de but.

## Biographie
Fraser Forster est formé au Newcastle United. En 2008, il est prêté au Stockport County et la saison suivante au Bristol Rovers quelques mois puis au Norwich City FC, trois clubs de troisième division anglaise. Lors de la saison 2010-2011, il est une nouvelle fois prêté, au Celtic Glasgow cette fois ci. Il est titulaire indiscutable dans le club écossais durant deux saisons avant d'y être transféré définitivement lors de l'été 2012.
Le 4 octobre 2012, Roy Hodgson le convoque pour la première fois en équipe d'Angleterre pour les matchs face à Saint-Marin et la Pologne. Il fait ses débuts pour l'équipe nationale le 15 novembre 2013 dans un match amical contre le Chili. Il est sélectionné par Roy Hodgson faire partie de l'effectif anglais pour la Coupe du monde 2014 en Brésil.
Le 10 août 2014, il retrouve l'Angleterre en signant pour quatre ans à Southampton. Après une première saison en tant que titulaire, il se blesse la saison suivante qui l'écarte des terrains pendant plusieurs mois.
Le 16 mai 2016, il est convoqué en équipe d'Angleterre par le sélectionneur Roy Hodgson pour faire partie de l'effectif provisionnel de l'Euro 2016.
Le 19 juillet 2017, il signe un nouveau contrat de cinq ans avec les Saints.

## Palmarès
Fraser Forster est champion d'Angleterre de D3 en 2010 avec Norwich City.
Parti ensuite au Celtic FC, il est champion d'Écosse à quatre reprises en 2012, 2013, 2014 et 2020 et remporte également la Coupe d'Écosse en 2011. Il est membre de l'équipe-type de Scottish Premier League en 2014.
Il est finaliste de la Coupe de la Ligue anglaise en 2017 et vainqueur de la Coupe de la Ligue écossaise en 2019.